# Драгиново
Драгѝново е село в Южна България, в община Велинград, област Пазарджик. То е четвъртото по големина село в България по население с настоящ адрес.

## Име
Името на селото до 1966 година е Корова, а от 1966 до 1971 година – Корово. На 22 юни 1971 година селото е преименувано на Драгиново в чест на литературния герой на Стефан Захариев поп Методий Драгинов.

## География
Село Драгиново се намира в планински район в Западните Родопи.

## История
Най-ранните сведения за съществуването на селото се съдържат в регистъра на доганджиите-соколари от 1477 г., където самото село е отбелязано под името Корова (от тур. Kuru-ova – „Сухо поле“), а под него е записано дословно следното: „Село Корова, спадащо към Филибе. Къщи (неверници) – 1. Доход – 99 (акчета)“. Соколарският регистър е регистър на население, натоварено със специални задължения, и затова не описва цялото население на селищата, чиито имена се срещат в него.
Според данни от османски регистър през 1516 г. в селото живеят 46 домакинства и 2 вдовици. През 1528 г. за селото са отчетени 70 семейства. Като село Корова, спадащо към нахията Чепине, е описано и в подробния регистър на доганджиите-соколари от 1560 г. (Istanbul, BOA, TD 317)
За първи път мюсюлмани в селото са отразени през 1570 г., като са отбелязани 3 мюсюлмански и 55 християнски домакинства. В следващия документ от 1595 г. се споменава за 1 мюсюлманско и 45 християнски семейства. През 1633, 1639 и 1641 година са отчетени 70 домакинства. През 1696 г. броят на християнските семейства спада на 31. От документ, написан през 1712 г., става ясно, че в Корова по онова време живеят 115 мюсюлмански и 2 християнски семейства. В документ за селото от 1842 г. се споменава, че там живеят 116 само мюсюлмански семейства.
Според Стефан Захариев към 1850 година в Корово има 40 помашки къщи и 130 жители-помаци Според преброяването на населението в Царство България през 1910 година, към 31 декември същата година в Драгиново (Корово) живеят 1188 помаци.
През 1913 година жителите на селото са засегнати от насилственото покръстване на помаците и в резултат част от населението емигрира в село Акьорен, (област Истанбул, община Силиври), Турция.

## Население
Драгиново е най-голямото село в област Пазарджик по население с 5027 жители по постоянен адрес. Жителите на селото са помаци.

## Редовни събития
- Байрам

- Традиции
- Национална носия от Драгиново
- Етнографски музей
- Ръчно тъкане на стан
- Основи за ръчна изработката на традиционни дрехи и предмети.
- Традиционна сватба в Драгиново

## Личности
- Методий Драгинов (?) – измислен литературен герой на Стефан Захариев, непризната историческа личност от много български историци;
- Мустафа Шарков (1912 – ?) – български мюсюлмански духовник, родолюбец и общественик;
- Мустафа Хаджи (р. 1962) – български мюсюлмански духовник, главен мюфтия на България от 1997 г.